# Тантамареска (кукла)
Тантамареска — кукла в кукольном театре, у которой голова человека и кукольное тело.
Кроме актёра, чья голова видна, для управления руками, ногами и туловищем тантамарески бывают задействованы другие актёры.
Тантамарески, наряду с живыми актёрами использовались в спектаклях: 
- «Ханума» (режиссёр-постановщик — С. Ягодкин)[2],
- «Валери»[3]
- и других.

Тантамарески есть среди экспонатов музея кукол при Ульяновском областном театре кукол